# Moshe Daniel
Moshe Daniel-Levy (in ebraico דניאל לוי‎?; Haifa, 29 ottobre 1930 – 1º giugno 2020) è stato un cestista e allenatore di pallacanestro israeliano.
Era il padre di Motti Daniel.

## Carriera
Con Israele ha partecipato alle Olimpiadi del 1952 e ai Campionati del mondo del 1954.